# NGC 416
NGC 416 est un amas ouvert du Petit Nuage de Magellan (PNM) situé dans la constellation du Toucan.
NGC 416 a été découvert par l'astronome écossais James Dunlop en 1826.
Une étude des amas NGC 416 et NGC 419, aussi situé dans le PNM, montre qu'ils sont relativement vieux, 2,5 ± 0,7 milliards d'années pour NGC 416 et 1,2 ± 0,5 milliards d'années pour NGC 419.
Dans une étude plus récente, l'âge de NGC 416 est estimé à (6,60 ± 0,80) milliards d'années, sa métallicité à -0,80 [Fe/H], sa masse est égale à 0,80+0,24
−0,30 x 105 {\displaystyle M_{\odot }} et finalement sa luminosité est de 1,12+0,13

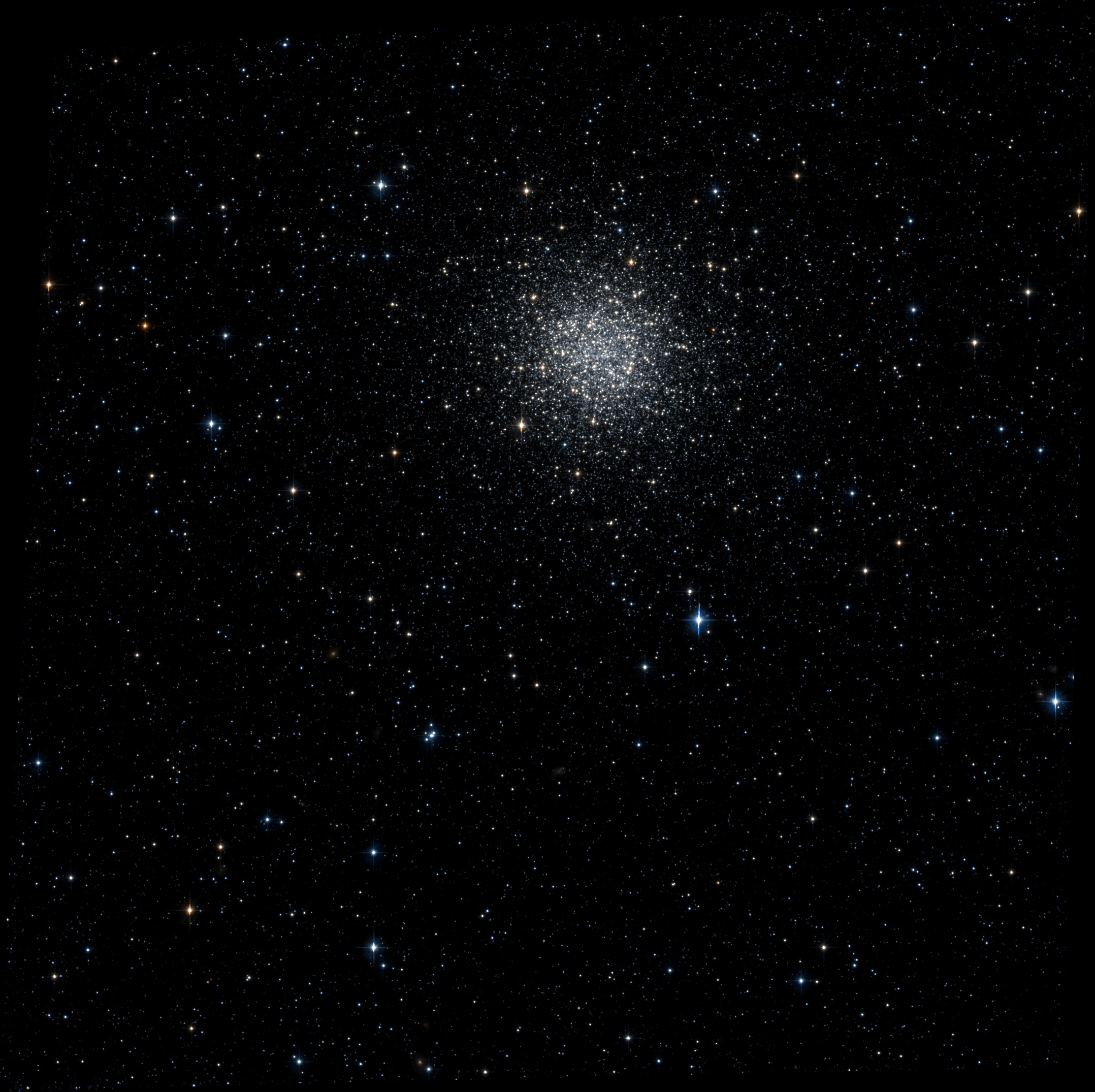
NGC 416 par le télescope spatial Hubble.

−0,10 x 105 {\displaystyle L_{\odot }}.